# Kim Či-jun
Kim Či-jun (* 20. listopadu 1989) je korejská zápasnice-judistka.

## Sportovní kariéra
V jihokorejské reprezentaci se pohybovala od roku 2010 v těžké váze nad 78 kg. Připravovala se na univerzitě v Jonginu. V roce 2012 se na olympijské hry v Londýně nekvalifikovala. V roce 2016 se kvalifikovala na olympijské hry v Riu, ale v korejské nominaci dostala přednost jmenovkyně Kim Min-čong. Je dvojnásobnou vítězkou univerziády v disciplíně bez rozdílu vah.

### Vítězství na mezinárodních turnajích
- 2011 - 1x světový pohár (Čedžu)
- 2012 - 1x světový pohár (Ulánbátar)
- 2014 - 1x světový pohár (Čedžu)
- 2015 - 1x světový pohár (Tchaj-pej)
- 2016 - 1x světový pohár (Samsun)
- 2017 - 1x světový pohár (Tchaj-pej)

## Výsledky

### Váhové kategorie
| Turnaj            | 2008       | 2009       | 2010       | 2011       | 2012       | 2013       | 2014       | 2015       | 2016       | 2017       |
| Turnaj            | 19         | 20         | 21         | 22         | 23         | 24         | 25         | 26         | 27         | 28         |
| Turnaj            | těžká váha | těžká váha | těžká váha | těžká váha | těžká váha | těžká váha | těžká váha | těžká váha | těžká váha | těžká váha |
| ----------------- | ---------- | ---------- | ---------- | ---------- | ---------- | ---------- | ---------- | ---------- | ---------- | ---------- |
| Olympijské hry    | —          |            |            |            | —          |            |            |            | —          |            |
| Mistrovství světa |            | —          | úč.        | úč.        |            | —          | —          | úč.        |            | —          |
| Asijské hry       |            |            | —          |            |            |            | —          |            |            |            |
| Mistrovství Asie  | —          | —          |            | —          | —          | —          |            | —          | —          | —          |
| Univerziáda       |            | —          |            | —          |            | —          |            | —          |            | —          |
| MS juniorů        | 3.         |            |            |            |            |            |            |            |            |            |

### Bez rozdílu vah
| Turnaj            | 2008 | 2009 | 2010 | 2011 | 2012 | 2013 | 2014 | 2015 | 2016 | 2017 |
| Turnaj            | 19   | 20   | 21   | 22   | 23   | 24   | 25   | 26   | 27   | 28   |
| ----------------- | ---- | ---- | ---- | ---- | ---- | ---- | ---- | ---- | ---- | ---- |
| Mistrovství světa | —    |      | úč.  | —    |      |      |      |      |      | —    |
| Asijské hry       |      |      |      | —    |      |      |      |      |      |      |
| Mistrovství Asie  | —    | —    | —    |      |      |      |      |      |      |      |
| Univerziáda       |      | —    |      | 1.   |      | —    |      | 1.   |      | 2.   |